# Buddhismus in Korea

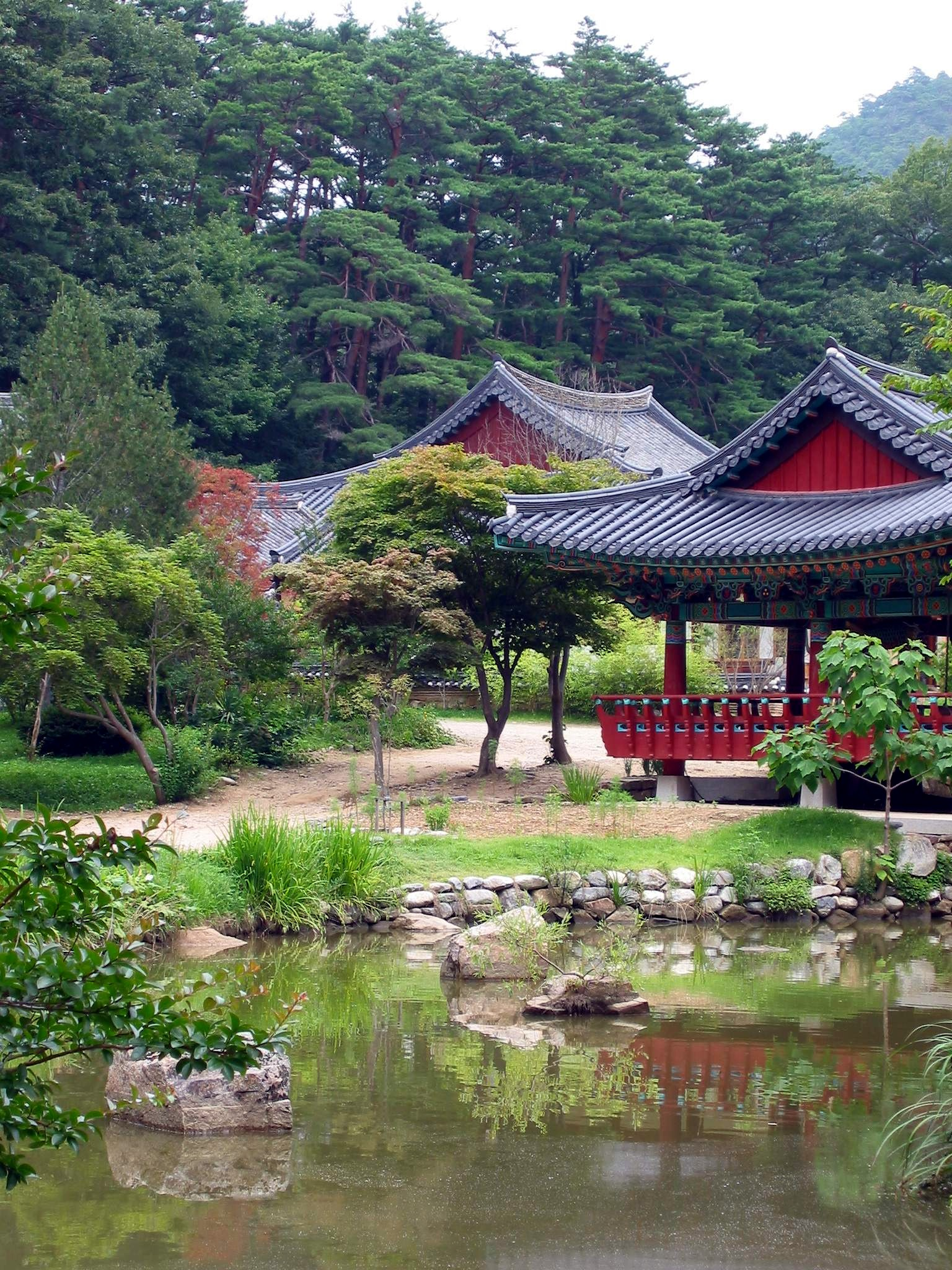
Der Buryeongsa-Tempel

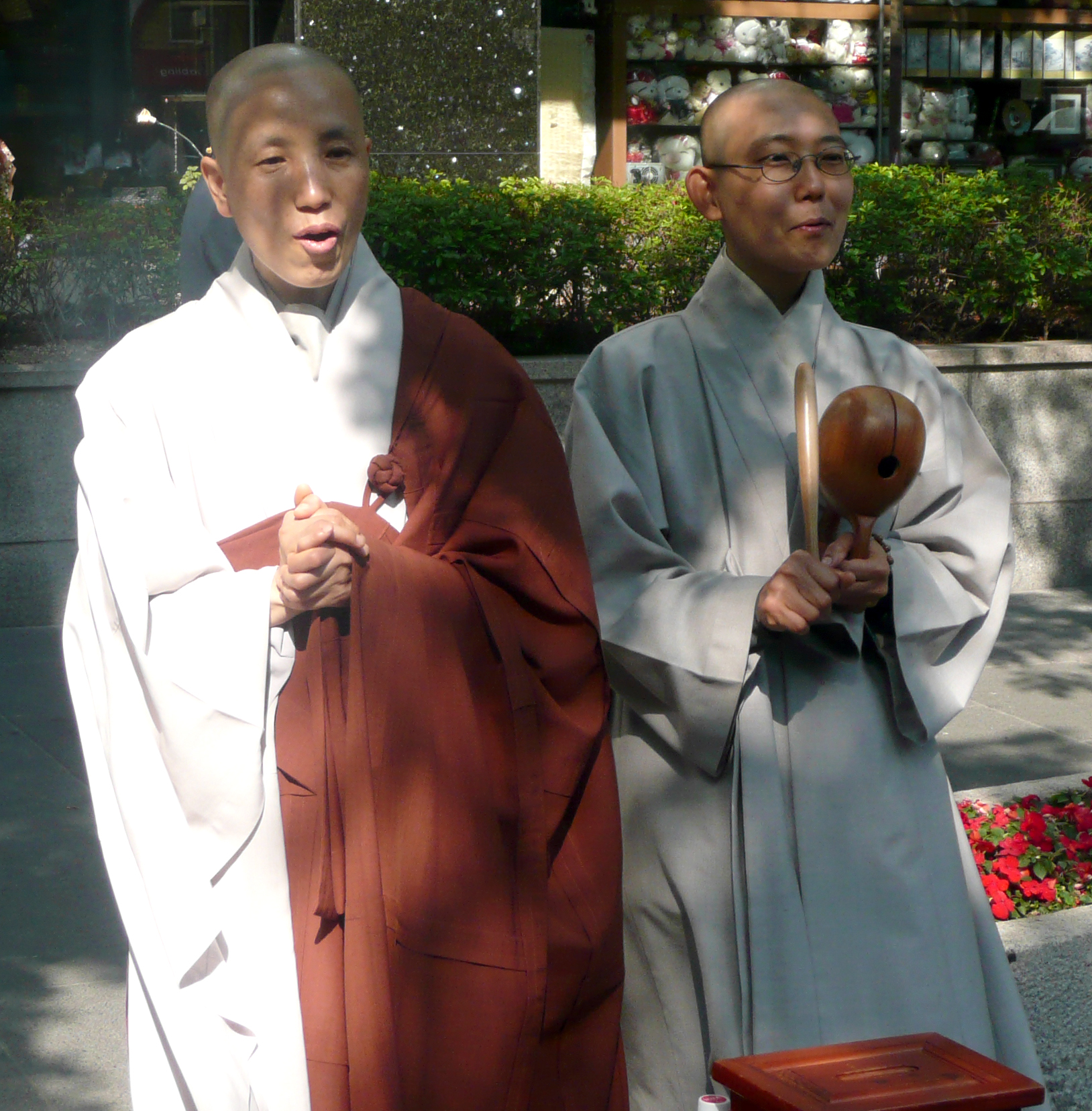
Buddhistische Mönche in Seoul

In Korea ist eine eigene Form des Buddhismus entstanden, bedingt durch die geographische Lage, die Traditionen und den Volkscharakter.
Aktuell besteht der koreanische Buddhismus vor allem aus der Seon-Linie (siehe Zen, entsprungen aus der Mahayana-Tradition).

## Geschichte
Der Buddhismus trat erstmals im großen Stil im Jahre 372 im Goguryeo-Reich auf. Zwei Jahre später, 374, kam der einflussreiche chinesische Mönch Ado nach Korea und bewog den König Sosurim dazu, den Buddhismus anzunehmen. Die ersten beiden Tempel, Seongmunsa und Ilbullansa, wurden 375 erbaut, nachdem der König dazu den Auftrag gegeben hatte. Der Buddhismus etablierte sich schon bald als die Nationalreligion von Goguryeo.
Als sich der Daoismus 624 ausbreitete, begannen die Herrscher, den Buddhismus zu unterdrücken. Der Einfluss der buddhistischen Mönche nahm in der Folge stark ab. Das Königreich Baekje blühte aber unter dem Buddhismus richtig auf. 552 wurden buddhistische Schriften von Baekje nach Japan gesandt. Dies bereitete dem Buddhismus den Weg nach Japan.
Im Silla-Reich stieg der Buddhismus zur Staatsreligion auf. Während der Herrschaft von Jinheung von (540 bis 576) erlebte der Buddhismus seine erste große Blüte in Korea. Der Heungnyunsa-Tempel wurde gebaut. Dieser Tempel war einzigartig, da in ihm auch Menschen einfacher Herkunft Mönche werden konnten. Nachdem Silla die drei Reiche vereinte, erlebte der Buddhismus eine Blütezeit von etwa 250 Jahren. Diese Stellung des Buddhismus setzte sich unter König Taejo, der seinerzeit unter dem Namen König Wang Geon das Goryeo-Reich und die Goryeo-Dynastie gründete, fort. Im ganzen Reich wurden Pagoden und andere buddhistische Bauwerke errichtet. In der Endzeit des Goryeo-Reiches gerieten die buddhistischen Orden in den Sog der ausufernden Korruption. Eine Bewegung gegen den Buddhismus gewann Zulauf und das alte System ging im Chaos unter. Der Gründer der neuen Joseon-Dynastie stellte die Ordnung wieder her. König Yi Seing-gye war Buddhist, aber er verminderte den Einfluss der buddhistischen Mönche auf die Politik. Später wurden die Mönche als Ausgestoßene behandelt, aber nicht daran gehindert, ihre Religion auszuüben.
Der Buddhismus hat ein reiches kulturelles Erbe in Korea hinterlassen, in Form der Tripitaka Koreana, zahlreicher Tempel, Buddhastatuen und weiterer Kunstgegenstände.